# Borosnyai Nagy Márton
Borosnyai Nagy Márton (? – Nagyszeben, 1738. július 21.) orvos.

## Élete
Borosnyai Nagy Sámuel vízaknai lelkész fia volt. Iskoláit a vízaknai elemi iskola után a nagyenyedi gimnáziumban végezte, majd gróf Teleki József pártfogásával a hallei egyetemre ment, ahol 1729-ben doktori oklevelet nyert. Disszertációjában az emberi léleknek a testre gyakorolt hatásáról írt. Visszatérve hazájába Kercisórán telepedett le, ahol Teleki Józsefnél családi és uradalmi orvosaként dolgozott, emellett botanikára oktatta a gróf feleségét, Bethlen Katát. Az Országos Széchényi Könyvtár kézirattárában található „Anno 1737. Orvosságos könyv”-ben (Quart. Hung. 2158.), amelyről feltételezik, hogy a Bethlen Katáé lehetett, számos receptje szerepel.
1732-ben Nagyszebenbe költözött, mivel az erdélyi gubernium főorvosává nevezték ki. Sokat dolgozott az 1738-as pestisjárvány elfojtásán, de végül ő is áldozatául esett.
Végrendeletében a vízaknai református iskolának 100 forintot hagyott. Könyvtárát és növénygyűjteményét testvére, Zsigmond a nagyenyedi Bethlen-kollégiumnak adományozta

## Munkái
- Dissertatio inaug. medica de potentia et impotentia animae humanae in corpus organicum sibi junctum. Halae Magdeb. 1729.